# Debbie Bowker
Debbie Bowker (eigentlich Deborah Dawn Bowker, geb. Scott; * 16. Dezember 1958 in Victoria) ist eine ehemalige kanadische Mittel- und Langstreckenläuferin.
1981 wurde sie Achte bei den Crosslauf-Weltmeisterschaften in Madrid.
Bei den Olympischen Spielen 1984 in Los Angeles wurde sie Zehnte über 1500 Meter. 1985 siegte sie bei den Hallenweltspielen in Paris über 3000 Meter. Bei den Commonwealth Games 1986 in gewann sie sowohl über 1500 wie auch über 3000 Meter Silber.
1987 gewann sie bei den Panamerikanischen Spielen in Indianapolis Silber über 1500 Meter. Bei den Weltmeisterschaften in Rom wurde sie Elfte über 1500 Meter und kam über 3000 Meter auf den 13. Platz. Auch bei den Olympischen Spielen 1988 in Seoul erreichte sie in beiden Disziplinen das Finale. Über 1500 Meter wurde sie Zwölfte, über 3000 Meter belegte sie den 15. Platz.
Bei den Weltmeisterschaften 1991 in Tokio wurde sie Elfte über 1500 Meter, bei den Olympischen Spielen 1992 in Barcelona schied sie über diese Distanz im Vorlauf aus.
Siebenmal wurde sie kanadische Meisterin über 1500 Meter (1981–1985, 1987, 1991) und einmal über 3000 Meter (1982). 1986 und 1990 gewann sie den Vancouver Sun Run.

## Persönliche Bestzeiten
- 800 m: 2:01,48 min, 15. August 1986, Berlin
- 1000 m: 2:38,30 min, 19. Juli 1986, Birmingham
- 1500 m: 4:05,07 min, 29. August 1991, Tokio
- 1 Meile: 4:29,67 min, 26. Juni 1982, Oslo
- 2000 m: 5:39,96 min, 5. August 1986, Gateshead
- 3000 m: 8:43,81 min, 23. September 1988, Seoul
  - Halle: 9:04,99 min, 19. Januar 1985, Paris
- 5000 m: 15:48,99 min, 5. Juni 1982, Eugene